# Küçük Ağa
Küçük Ağa (en español: Pequeño Ağa y en Hispanoamérica Amor y travesuras) es una serie de televisión turca de 2014, producida por Erler Film y emitida por Kanal D.

## Trama
Sinem, una inteligente neuróloga e hija de una adinerada familia de Estambul, y Ali, hijo de un rico ağa de Urfa, repentinamente deciden terminar su matrimonio de diez años. Mehmetcan, el pequeño hijo de Sinem y Ali, se verá afectado por esta separación y cambiará su comportamiento, lo que pasará desapercibido por sus padres.

## Reparto
- Birce Akalay como Sinem Sipahi Acar.
- Sarp Levendoğlu como Ali Acar.
- Emir Berke Zincidi como Mehmetcan Acar.
- Zeki Alasya como Mehmet Acar.
- Ruhsar Öcal como Nur Sipahi.
- Hakan Bilgin como Maho.
- Banu Zorlu como Yeşim.
- Nazan Diper como Esma Acar.
- Şükrü Türen como Adnan Sipahi.
- Kayhan Yıldızoğlu como Burhan.
- Cansın Özyosun como Arzu.
- Faik Ergin como Yusuf.
- Ozan Çobanoğlu como Bülent.
- Sinem Ergin como Huriye.

## Temporadas
| Temporada | Temporada | Episodios | Rango de episodios | Emisión original        | Emisión original    |
| Temporada | Temporada | Episodios | Rango de episodios | Inicio                  | Final               |
| --------- | --------- | --------- | ------------------ | ----------------------- | ------------------- |
|           | 1         | 23        | 1 - 23             | 28 de enero de 2014     | 1 de julio de 2014  |
|           | 2         | 27        | 24 - 50            | 9 de septiembre de 2014 | 17 de marzo de 2015 |